# Antonio Bartoccetti
Antonio Bartoccetti (Macerata, 18 dicembre 1946) è un musicista e compositore italiano, membro fondatore ed autore dei testi dei gruppi musicali Antonius Rex, Jacula, Dietro Noi Deserto e Invisible Force.

## Biografia

### Infanzia, studi e primi progetti
Antonio Bartoccetti nacque a Macerata il 18 dicembre 1946. Nella sua infanzia si sposta con la famiglia nel nord Italia, tra le città di Lodi, Mantova, Cremona, Brescia, Piacenza, Modena, Torino, Fiorenzuola, Busseto, Fidenza, Cortemaggiore. Fu poi nel periodo universitario milanese che iniziò a suonare la chitarra. Nel 1969 aveva intanto formato la band di hard rock/psichedelico chiamata Dietro Noi Deserto, che lo vedeva come bassista assieme a Luciano Iura (Voce), a Luciano Quaggia (chitarra) ed a Mauro Baldassari (Batteria). Con questa prima band esordisce con il 7" Dentro Me / Aiuto pubblicato dalla Decca Records nel 1971 anche grazie alla relazione di amicizia e stima con Ric Lee dei Ten Years After, che lo introdusse presso l'etichetta inglese.
Fu in questo periodo che Bartoccetti incontrò la sua futura moglie Doris Norton, iniziando così un sodalizio artistico che continuerà negli anni a venire.

### 1971-1974: Tra Invisible Force e Jacula
Un incontro importante tra la fine dei '60 e l'inizio dei '70 fu quello con la casa editrice ErreGi, che aveva tra i suoi autori Giorgio Cambiotti, creatore dei disegni di fumetto gotico-erotico Jacula, che concesse loro l'uso del nome per l'omonimo progetto musicale. Se è vero che ad inizio anni '70 Bartoccetti inaugura anche il progetto di breve durata Invisible Force, che lo vedeva in sodalizio con il tastierista inglese Charles Tiring, oltreché con la cantante Elisabeth D'Esperance e con il batterista Peter McDonald, pubblicando il 7" Morti Vident (UniFunk, 1971), è anche vero che in questo periodo la gran parte delle energie fu profusa per gli Jacula, confluendo così nell'album Tardo Pede In Magiam Versus (The Rogers, 1972), destinato a diventare negli anni successivi uno dei classici dell'horror progressivo italiano.
A metà anni '70 Bartoccetti, parallelamente alla attività di musicista si dedica all'insegnamento di storia e letteratura italiana presso diverse scuole medie della provincia di Milano.

### 1975-1989: Antonius Rex e Doris Norton
Già dal 1973 il nome Jacula non sembrava più congeniale alla formula che Bartoccetti voleva proporre e fu con il 1974 che la band venne rifondata con il nuovo nome di Antonius Rex. Il nuovo terzetto vedeva nella band anche Doris Norton, che in seguito diverrà la moglie di Bartoccetti. Propongono l'album Neque Semper Arcum Tendit Rex alla Vertigo Records, che lo rifiutò per i suoi contenuti eccessivi ed estremi. L'album venne così reso disponibile solo nel 2001 dalla Black Widow Records. L'esordio su LP si intitolava invece Zora e fu così pubblicato dalla Tickle nell'aprile 1977 e contiene brani che Bartoccetti scrive con Angelo Serighelli e Franco Mussita del gruppo dei Raminghi, per esser poi ripudiato dallo stesso Bartoccetti. Seguì poi l'album Ralefun (Radio Records, 1978), dai suoni più morbidi e maggiormente influenzato dal progressive folk.
Nel 1977 nasce il figlio Anthony, e le attività musicali dei progetti di Antonio Bartoccetti si fanno più diradate. Nel 1979 scrive alcuni testi per gli Antares, che finiranno nell'album Sea of Tranquillity (UniFunk), e negli anni successivi scrive testi per una lunga serie di album della moglie Doris Norton, curandone spesso gli arrangiamenti, la produzione artistica e l'immagine. Tra questi vanno menzionati Parapsycho (Disco Più, 1981), Nortoncomputerforpeace (Durium, 1983), Personal Computer (Durium, 1984), Artificial Intelligence (Globo Records, 1986), The Double Side Of The Science (Musik Research, 1990).
Negli anni '80 la famiglia Bartoccetti ritorna nelle Marche ospitata in un'ala del castello di Camerino dalla famiglia Monaldi. Dopo qualche anno si trasferisce a Cerreto d'Esi, dove stabiliscono anche il loro studio di produzione e registrazione.

### 1990-1999: le ristampe
Dagli inizi degli anni '90, anche grazie alle nuove scene di revival del rock progressivo, rinasce l'interesse verso i progetti di Bartoccetti. Nel 1990 viene ristampato l'album Tardo pede in Magiam Versus di Jacula. Si aprì così un periodo di pubblicazione di ristampe e nuovi album degli Jacula e degli Antonius Rex: Anno Demoni che raccoglieva registrazione di Antonius Rex tra il 1969 ed il 1979 viene prima ristampato dalla Musik Research nel 1991 e poi dall'etichetta specializzata sul rock progressivo Mellow Records nel 1992. Sempre la Mellow Records ristampa Zora di Antonius Rex nel 1994.
Con la fine degli anni '90 Antonius Rex e Jacula firmeranno per la Black Widow Records che nel nuovo millennio ne ristamperà vecchie e nuove incisioni.

### 2000-in poi: Vecchie registrazioni? Nuovi album
Nel 2001 la Black Widow Records pubblicò In cauda semper stat venenum degli Jacula, un album che, a detta dei suoi stessi autori, venne registrato a Londra nel 1969 e pubblicato dalla "misteriosa Gnome Records" che sembra l'abbia distribuito all'interno di "sette religiose di non meglio definita natura", rendendolo così disperso ed irreperibile. Il disco verrà poi rimaneggiato negli anni successivi in vista della ristampa. Molti sono i critici musicali ed i fan che vedono in questa narrazione una sorta di operazione mistificatoria dal sapore situazionista, e tra questi Valerio Mattioli in Superonda: Storia segreta della musica italiana, che sottolinea come tale presa in giro sia tanto più resa evidente dal fatto che i testi del disco ripetono parola per parola quelli di Pawn Hearts dei Van Der Graaf Generator due anni prima della sua pubblicazione.
Nel 2002 vennero ripubblicate vecchie registrazioni del 1974 rielaborate per l'occasione nell'album Neque semper arcum tendit rex (Black Widow Records), nel 2003 viene ristampato Praeternatural (Black Widow Records), nel 2005 il DVD del cortometraggio Magic ritual (1977) di Doris Norton con le colonne sonore di Antonius Rex. Nel 2006 sempre Antonius Rex pubblicò invece il primo album dichiaratamente nuovo intitolato Switch on dark (Black Widow Records), a cui seguirono Per Viam (Black Widow Records, 2009) e Hystero Demonopathy (Black Widow Records, 2013).
Dall'inizio del nuovo millennio parte dell'attività di Antonio Bartoccetti fu dedicata invece alla produzione degli album del figlio Rexanthony.

## Discografia

### Con i Dietro Noi Deserto
Singoli
- 1971 - Dentro me/Aiuto (Decca Records, C 17017)

### Con gli Invisible Force
Singoli
- 1973 - Morti vident/1999 mundi finis (Unifunk, A.R. 02143)

### Con gli Jacula
Album in studio
- 1972 - Tardo Pede In Magiam Versus  (Rogers, TRS 010001)
- 2001 - In cauda semper stat venenum (Black Widow Records,  BWR 051, BWRCD 051-2)
- 2011 - Pre Viam (Black Widow Records, BWR 135CD)

### Con gli Antonius Rex
Album in studio
- 1977 - Zora
- 1978 - Ralefun
- 1979 - Anno Demoni
- 1980 - Praeternatural
- 2002 - Neque Semper Arcum Tendit Rex
- 2005 - Magic Ritual
- 2006 - Switch On Dark
- 2009 - Per Viam
- 2012 - Hystero Demonopathy